# Ruthel Eksell
Ruthel Eksell, född Günzberger den 22 februari 1921 i Breslau, Tyskland, död 30 augusti 2022, var en svensk reklamtecknare. Hon var gift med den svenske tecknaren och grafiske formgivaren Olle Eksell. Tillsammans har de dottern Mausel, född 1954.
Ruthel Eksells pappa var affärsman och hennes mamma studerade på musikhögskola för att bli konsertpianist blev hemmafru efter sitt giftmål. När Ruthel var 12 år flyttade familjen till Berlin för att 1939 flytta vidare till Sverige. I Tyskland hade hon gått en konstnärlig utbildning motsvarande den på Konstfack och när hon kom till Stockholm läste hon skulptur och grafisk form på Konstakademin. 
Senare fick hon jobb på Åhlén & Åkerlunds Annonsservice som låg på Sveavägen i Stockholm. Efter ett par år där och en olycklig kärlek åkte hon och hennes väninna med sina portfolios för att söka jobb i Göteborg, där var det gott om arbete så de flyttade dit. 1945 träffade hon Olle Eksell, de blev ett par och hon flyttade tillbaka med honom till Stockholm. Efter kriget var paret sugna på att se världen och de visste att allt det bästa inom reklamen fanns i USA. Den 4 juli 1946 gifte de sig för att kunna resa tillsammans till USA och Los Angeles där de studerade på Center College of Design. Efter två terminer flyttade paret tillbaka till Stockholm där de fortsatte jobba från ett litet kontor i deras lägenhet på Gärdet.